# Tibouchina stricta
Tibouchina stricta är en tvåhjärtbladig växtart som beskrevs av John Julius Wurdack. Tibouchina stricta ingår i släktet Tibouchina och familjen Melastomataceae. Inga underarter finns listade i Catalogue of Life.